# Let the Light (Shine on Me)
«Let the Light (Shine On Me)» —en español: «Deja que la luz (brille sobre mi)»— es una canción de la banda canadiense de hard rock Triumph y fue escrita por Rik Emmett, Gil Moore y Mike Levine.  Apareció originalmente como la sexta pista del álbum Surveillance, publicado por MCA Records en 1987.

## Publicación y recibimiento
En 1987, este tema se lanzó como el primer sencillo de Surveillance y fue producido por Triumph y Thom Trumbo.   En el lado B del vinilo se añadió la melodía «Long Time Gone» —el cual sería publicado como sencillo promocional tiempo después—, compuesta también por los miembros de este  trío canadiense.
A finales del mes de diciembre de 1987, «Let the Light (Shine on Me)» se posicionó en el 61.º puesto de la lista de los 100 sencillos de la revista canadiense RPM Magazine.

## Lanzamiento de la versión promocional
Al igual que con muchos sencillos de la agrupación, se publicó una edición promocional de «Let the Light (Shine on Me)» en 1987.  Dicha versión numeraba el tema homónimo en ambas caras del disco gramofónico; la única diferencia entre ellas era la duración de la canción.

## Lista de canciones
Todos los temas fueron escritos por Rik Emmett, Gil Moore y Mike Levine.

### Versión comercial
| Lado A |                               |          |  |
| N.º    | Título                        | Duración |  |
| 1.     | «Let the Light (Shine on Me)» | 5:33     |  |

| Lado B |                  |          |  |
| N.º    | Título           | Duración |  |
| 2.     | «Long Time Gone» | 5:10     |  |
| 10:43  |                  |          |  |

### Edición de promoción
| Lado A |                                               |          |  |
| N.º    | Título                                        | Duración |  |
| 1.     | «Let the Light (Shine on Me)» (versión corta) | 4:29     |  |

| Lado A |                                               |          |  |
| N.º    | Título                                        | Duración |  |
| 2.     | «Let the Light (Shine on Me)» (versión larga) | 5:33     |  |
| 10:02  |                                               |          |  |

## Créditos
- Rik Emmett — voz principal, guitarra y coros
- Gil Moore — batería y coros
- Mike Levine — bajo, teclados y coros

## Listas
| Año  | País   | Lista                        | Posición máxima |
| ---- | ------ | ---------------------------- | --------------- |
| 1987 | Canadá | RPM Magazine Top 100 Singles | 61.º            |